# Climax (album)
Pour les articles homonymes, voir Climax.
Albums de Alain Bashung
Mes petites entreprises
(1998) L'Imprudence
(2002)
Climax est une compilation d'Alain Bashung, parue le 24 août 1999 chez Barclay Records. L'album contient des versions inédites de certains titres, en collaboration avec d'autres artistes de la scène francophone, tels Noir Désir, Rodolphe Burger, Rachid Taha ou Matthieu Chedid. Il comporte aussi plusieurs reprises, dont Les Mots bleus de Christophe et Le Tango funèbre de Jacques Brel.

## Liste des titres
Les 38 titres sont souvent livrés dans une nouvelle version, réinterprétés ou chantés en duo, dans ce double album,,,.

### CD 1
Toutes les chansons sont écrites et composées par Alain Bashung - Jean Fauque / Alain Bashung, sauf mention contraire.
| No  | Titre                                        | Auteur                                                           | Durée |
| --- | -------------------------------------------- | ---------------------------------------------------------------- | ----- |
| 1.  | La nuit je mens                              | Alain Bashung - Jean Fauque / Alain Bashung - Les Valentins      | 4:27  |
| 2.  | Volutes                                      |                                                                  | 3:25  |
| 3.  | Madame rêve                                  | Pierre Grillet / Alain Bashung                                   | 4:50  |
| 4.  | Malaxe                                       | Alain Bashung - Jean Fauque / Alain Bashung - Les Valentins      | 4:24  |
| 5.  | Les Mots bleus                               | Jean Michel Jarre / Christophe                                   | 5:10  |
| 6.  | J'écume (live)                               |                                                                  | 3:50  |
| 7.  | À Ostende (avec Marc Ribot et Jean-Paul Roy) |                                                                  | 4:48  |
| 8.  | Vertige de l'amour (live)                    | Boris Bergman / Alain Bashung                                    | 3:06  |
| 9.  | Osez Joséphine                               |                                                                  | 2:58  |
| 10. | Toujours sur la ligne blanche (live)         | Boris Bergman / Alain Bashung                                    | 6:05  |
| 11. | C'est comment qu'on freine                   | Serge Gainsbourg - Alain Bashung / Alain Bashung                 | 3:15  |
| 12. | Bijou bijou                                  | Boris Bergman - Daniel Tardieu / Alain Bashung                   | 4:07  |
| 13. | Happe                                        |                                                                  | 3:05  |
| 14. | Samuel Hall (avec Rodolphe Burger)           | Olivier Cadiot / Rodolphe Burger                                 | 5:32  |
| 15. | Lavabo                                       | Serge Gainsbourg - Alain Bashung / Alain Bashung                 | 3:18  |
| 16. | À perte de vue                               |                                                                  | 5:09  |
| 17. | Ode à la vie (avec Rachid Taha)              | Alain Bashung - Jean Fauque / Alain Bashung - Jean-Marc Lederman | 4:38  |
| 18. | Bombez !                                     | Jean Fauque / Alain Bashung                                      | 3:04  |
| 19. | Gaby oh Gaby                                 | Boris Bergman / Alain Bashung                                    | 3:55  |

### CD 2
Toutes les chansons sont écrites et composées par Alain Bashung - Jean Fauque / Alain Bashung, sauf mention contraire.
| No  | Titre                                                    | Auteur                                           | Durée |
| --- | -------------------------------------------------------- | ------------------------------------------------ | ----- |
| 1.  | What's in a Bird (avec Matthieu Chedid et Vincent Ségal) | Alain Bashung - Pascal Jacquemin / Alain Bashung | 3:48  |
| 2.  | Ça cache quekchose                                       | Boris Bergman / Alain Bashung                    | 2:47  |
| 3.  | Ma petite entreprise                                     |                                                  | 4:13  |
| 4.  | Les Petits Enfants                                       | Daniel Tardieu / Alain Bashung                   | 1:12  |
| 5.  | Les Grands Voyageurs (avec Marc Ribot)                   | Jean Fauque - Laurent Petitgand / Alain Bashung  | 3:21  |
| 6.  | L'Apiculteur (live)                                      |                                                  | 6:58  |
| 7.  | Aucun express                                            |                                                  | 4:07  |
| 8.  | Climax 4 (instrumental)                                  | Alain Bashung - André Georget                    | 4:23  |
| 9.  | Un âne plane                                             |                                                  | 3:58  |
| 10. | Le Tango funèbre                                         | Jacques Brel / Gérard Jouannest                  | 4:17  |
| 11. | Nights in White Satin                                    | Justin Hayward                                   | 4:50  |
| 12. | J'passe pour une caravane (live)                         |                                                  | 3:32  |
| 13. | Imbécile                                                 | Boris Bergman / Alain Bashung                    | 6:26  |
| 14. | Volontaire (avec Noir Désir)                             | Serge Gainsbourg - Alain Bashung / Alain Bashung | 3:25  |
| 15. | Rebel (live)                                             | Boris Bergman / Alain Bashung                    | 4:21  |
| 16. | Hey Joe                                                  | Billy Roberts                                    | 4:57  |
| 17. | Reviens va-t-en                                          | Boris Bergman / Alain Bashung                    | 3:12  |
| 18. | SOS Amor                                                 | Alain Bashung - Didier Golemanas / Alain Bashung | 4:04  |
| 19. | Pas question que j'perde le feeling                      | Boris Bergman / Alain Bashung                    | 3:53  |

## Contributions sur les versions inédites
- À Ostende :
  - Marc Ribot : guitare
  - Jean-Paul Roy : basse
  - Jean-Pierre Pilot : programmations

- Samuel Hall :
  - Rodolphe Burger : guitare, programmation
  - Vincent Pierins : basse
  - Jean-Pierre Pilot : claviers
  - Overmars : programmations

- Ode à la vie :
  - Rachid Taha : voix
  - Hakim Hamadouche : oud
  - Serge Salibur : basse
  - Abdelouab Abrit : batterie
  - Hassan Lachal : percussion
  - François Delfin : guitare
  - Ad Cominotto : claviers

- What's in a Bird :
  - Matthieu Chedid : guitare, chœurs
  - Cyril Atef : batterie
  - Vincent Ségal : violoncelle électrique

- Les Grands Voyageurs :
  - Marc Ribot : guitare

- Volontaire :
  - Noir Désir :
    - Bertrand Cantat : voix, guitare
    - Serge Teyssot-Gay : guitare
    - Denis Barthe : batterie
    - Jean-Paul Roy : basse